# Placidochromis ecclesi
Placidochromis ecclesi är en fiskart som beskrevs av Mark Hanssens 2004. Placidochromis ecclesi ingår i släktet Placidochromis och familjen Cichlidae. Inga underarter finns listade i Catalogue of Life.